# Artur Pipan
Artur Pipan (* 5. Dezember 1919 in Velden, Kärnten; † 1. August 2009 in Klagenfurt) war ein österreichischer Offizier, der im Bundesheer der Ersten Republik Österreich, in der Luftwaffe der Wehrmacht und im österreichischen Bundesheer diente. Er ging als Brigadier in den Ruhestand.

## Leben
Pipan trat am 30. September 1937 in die Luftwaffe des Bundesheeres ein und wurde nach dem Anschluss Österreichs an das nationalsozialistische Deutsche Reich in die Luftwaffe der Wehrmacht übernommen. Dort absolvierte er von 1939 bis 1940 die Stuka-Schule in Würzburg und Insterburg. Nachdem er am 1. April 1940 zum Leutnant befördert wurde, wechselte er im Februar 1941 zur 5. Staffel des Sturzkampfgeschwaders 1. Diese lag, mit ihren Sturzkampfflugzeugen vom Typ Junkers Ju 87, auf der italienischen Mittelmeerinsel Sizilien, in Comiso und flog Einsätze über dem Mittelmeer und auf der britischen Insel Malta. Hierbei wurde er am 24. November 1941 mit dem Ehrenpokal der Luftwaffe und am 24. September 1942 mit dem Deutschen Kreuz in Gold ausgezeichnet. Nachdem ihn am 7. April 1943 die Beförderung zum Oberleutnant erreichte, übernahm er die 5. Staffel als Staffelkapitän. Am 20. April 1944, zwei Wochen nach Erhalt des Ritterkreuz des Eisernen Kreuzes, übernahm er die Geschäfte des Geschwaderadjutanten im Stab des inzwischen in Schlachtgeschwader 1 umbenannten Geschwaders. Dort wurde er am 1. Mai zum Hauptmann befördert und übernahm am 2. März 1945 das Amt des Gruppenkommandeurs der I. Gruppe des Schlachtgeschwaders 1. Auf diesem Posten erlebte er das Kriegsende. Insgesamt hatte er 758 Feindflüge erreicht.
Im Jahre 1956 trat er in die Luftwaffe des Bundesheeres ein und war dort der erste Strahlflugzeug-Pilot. Er führte verschiedene Einheiten, zuletzt das Fliegerregiment 2, und ging am 1. Januar 1982 als Brigadier in den Ruhestand.
Seine letzte Ruhestätte fand er 2009 am Friedhof Annabichl in Klagenfurt.